# Rentefølsomhed
Rentefølsomhed er et markedsrisikomål. Rentefølsomheden udtrykker, hvor følsom værdien af en portefølje af aktiver er overfor en ændring af markedsrenten. En positiv rentefølsomhed angiver, at værdien af porteføljen vokser, når markedsrenten falder. Der er da tale om en rentestigningsposition. Modsat angiver en negativ rentefølsomhed, at porteføljens værdi falder, når renten stiger.
| Økonomi | Spire Denne artikel om økonomi er en spire som bør udbygges. Du er velkommen til at hjælpe Wikipedia ved at udvide den. |